# جان أنطوان أرتور غري
جان أنطوان أرتور غري (1829-1872) (بالإنجليزية: Jean Antoine Arthur Gris)‏ هو عالم نبات فرنسي.